# Ipsach
Ipsach (in einheimischer Mundart [ˈipsə]) ist ein Dorf mit eigener Einwohnergemeinde und Burgergemeinde im Verwaltungskreis Biel/Bienne des Schweizer Kantons Bern.

## Geographie
Das Dorf liegt am rechten Ufer des Bielersees. Die Nachbargemeinden sind im Norden Nidau und Port BE, im Osten Bellmund und im Süden Sutz-Lattrigen.

## Geschichte
Die dauernde Anwesenheit von Menschen auf dem heutigen Gemeindegebiet seit der Jungsteinzeit ist durch zahlreiche Funde belegt; für die Römerzeit ist eine feste Siedlung klar nachgewiesen. Urkundlich bezeugt ist die Ortschaft erstmals 1265/’66 als Herkunftsbezeichnung zum Namen Bertholdus de Ipzacho. Der Ortsname wird auf eine Ableitung von einem lateinischen Personennamen Ebidius/Ebetius/Æbutius mit dem keltischen Ortsnamensuffix -akos/-acum zurückgeführt.
Im Spätmittelalter war Ipsach Teil der Herrschaft Nidau. Das Kloster St. Alban in Basel besass in Ipsach ebenfalls Güter. 1335 verkaufte Ritter Cuno von Sutz seinen Besitz den Grafen von Neuenburg-Nidau. 1398 gelangte Ipsach an Bern und gehörte in der Folge zur Landvogtei Nidau. Mit der Absenkung des Seespiegels aufgrund der Juragewässerkorrektion (1868–1891) wurde der moorige Flachlandstreifen entlang des Bielersees für die Landwirtschaft nutzbar gemacht.
In den 50er- und 60er-Jahren des 20. Jahrhunderts setzte eine rege Bautätigkeit ein, und Ipsach entwickelte sich zu einer Vorortsgemeinde der Stadt Biel.

## Bevölkerung
Ipsach ist zu 86,89 % eine deutschsprachige Gemeinde. 8,8 % sind französischsprachig.

## Politik
Die Stimmenanteile der Parteien anlässlich der Nationalratswahl 2023 betrugen: SVP 27,2 % (+2,4 %), SP 20,3 % (+0,8 %), FDP 13,9 % (−1,0 %), glp 13,1 % (+1,0 %), GPS 10,0 % (−2,0 %), Mitte 7,9 % (−2,3 %), EDU 2,5 % (+1,6 %), EVP 2,4 % (+0,1 %).

## Verkehr
Ipsach ist an das Eisenbahnnetz angeschlossen und liegt an der Linie Biel–Täuffelen–Ins. Zwei Haltestellen (Ipsach und Ipsach Herdi) ermöglichen den Ein- und Ausstieg. Die Fahrzeit nach Biel beträgt 7 Minuten.
Ein Nachtbus (Moonliner-Linie M32) auf der Linie Biel–Erlach bedient Ipsach jeweils in den Wochenendnächten (Freitag und Samstag).

## Versorgung
Wasser
Ipsach ist eine Verbandsgemeinde der Seeländischen Wasserversorgung.

## Bilder

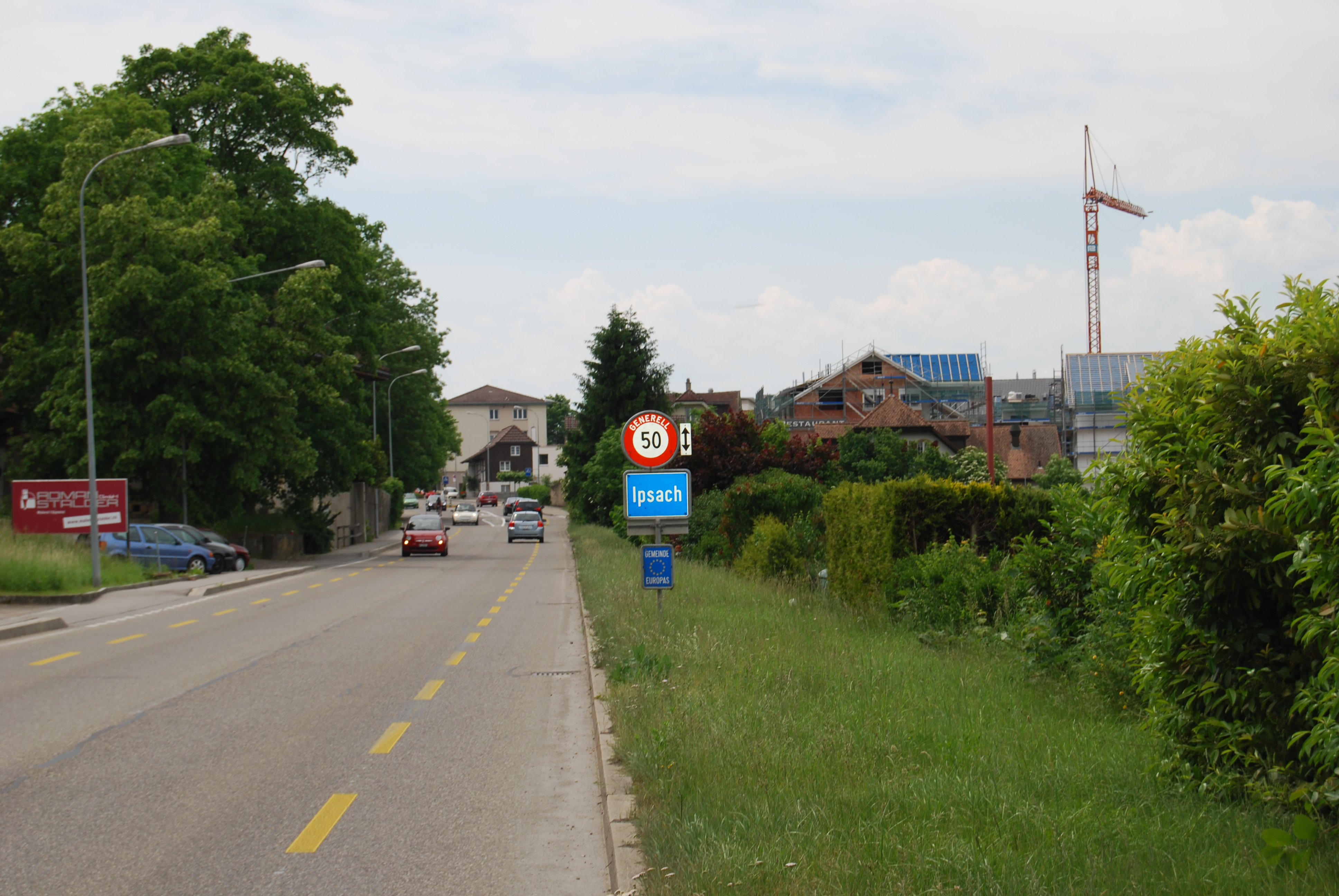
Ortseingang von Ipsach, von Port her kommend
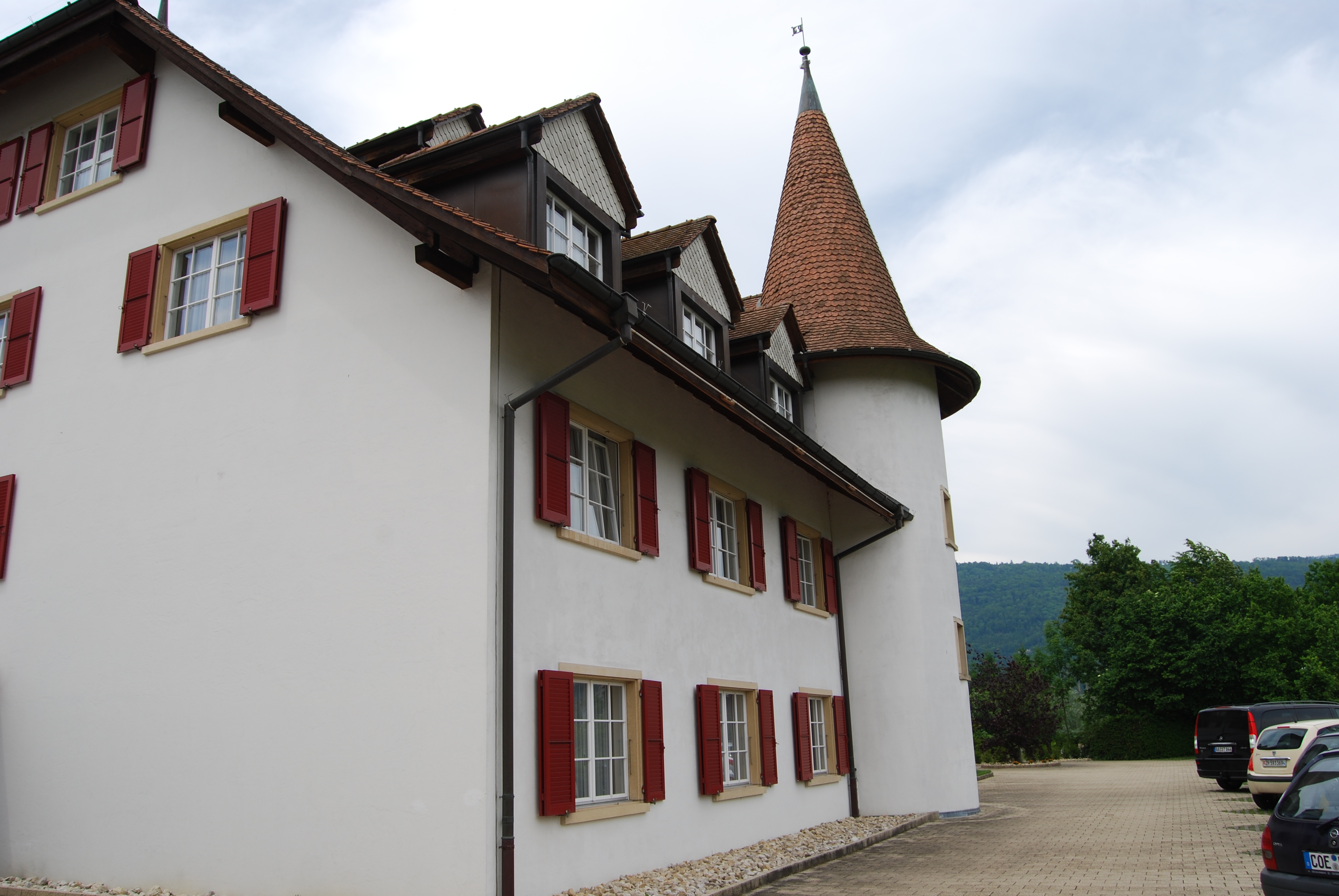
Schlössli Ipsach
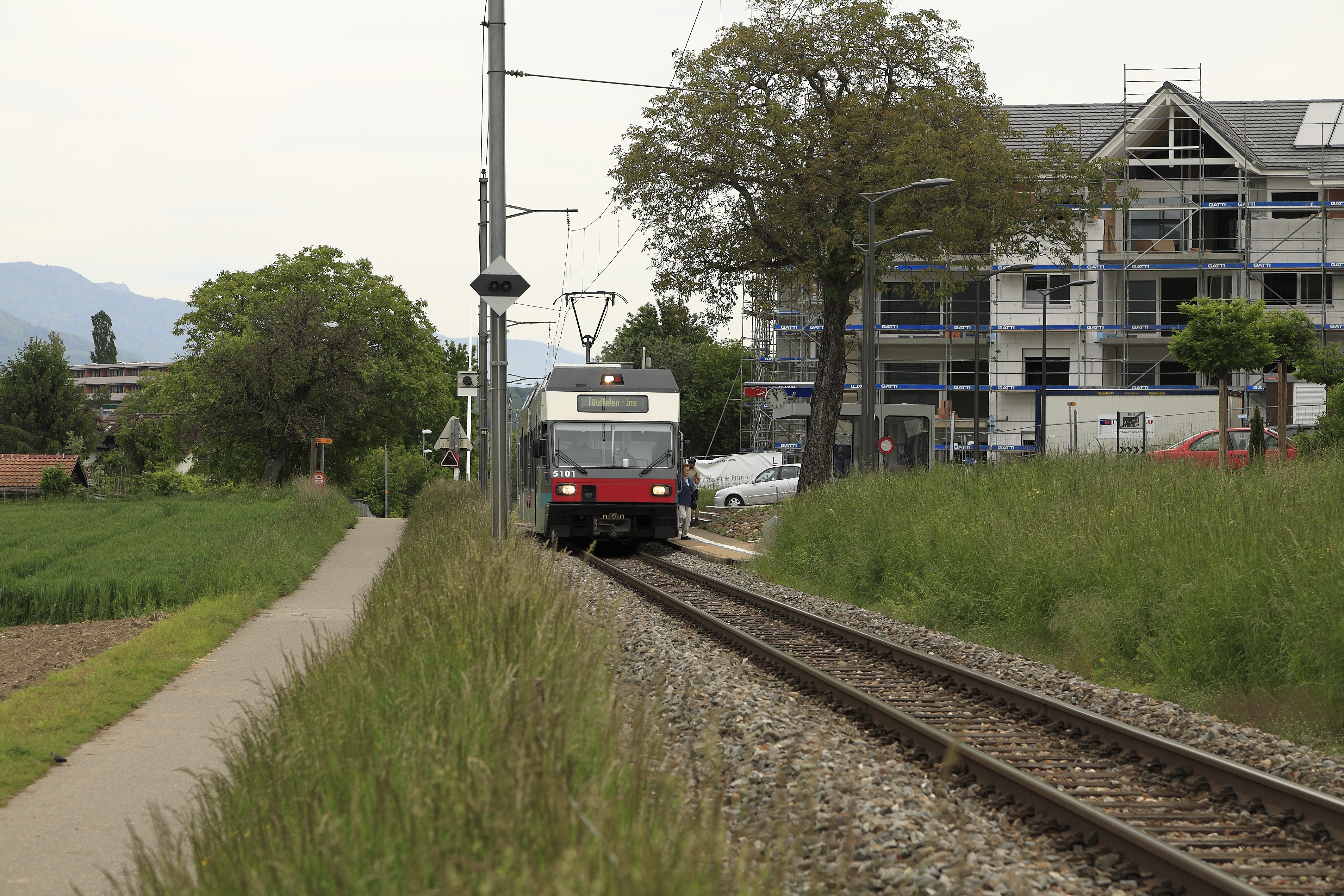
Bahnhof Ipsach mit Zug der Biel-Täuffelen-Ins-Bahn (2012)